# 锐齿石楠
锐齿石楠（学名：Photinia arguta）为蔷薇科石楠属下的一个种。

## 变种
- 锐齿石楠柳叶变种（学名：Photinia arguta var. salicifolia）为蔷薇科石楠属下的一个变种。
- 锐齿石楠毛果变种（学名：Photinia arguta var. hookeri）为蔷薇科石楠属下的一个变种。

## 扩展阅读
- 維基物種上的相關：锐齿石楠